# Charles-Henri-Louis d’Arsac de Ternay

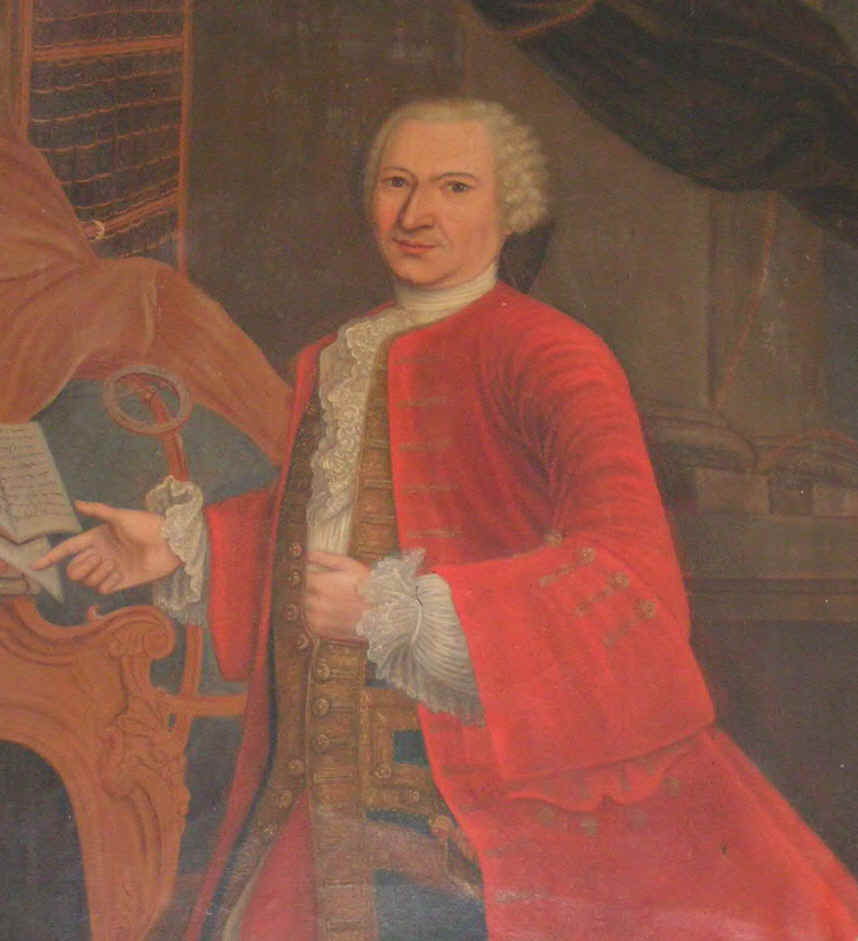
Porträt von Charles-Henri-Louis d’Arsac de Ternay

Charles-Henri-Louis d’Arsac de Ternay, auch: „Chevalier de Ternay“, (* 27. Januar 1723 in Angers, Frankreich; † 15. Dezember 1780 in Newport, Vereinigte Staaten) war ein französischer Marineoffizier und Aristokrat. Er zeichnete sich im Siebenjährigen Krieg und im Amerikanischen Unabhängigkeitskrieg aus. Er beendete seine Karriere im Rang eines Chef d’escadre des armées navales während der Herrschaft von Ludwig XVI.

## Biografie

### Herkunft und Jugend
Charles-Henri-Louis d’Arsac de Ternays Eltern waren Charles-François d’Arsac, Marquis de Ternay, und Louise Lefebvre de Laubrière, der Schwester von Charles-François Lefebvre de Laubrière. Sein älterer Bruder Gabriel (* 1721) trat in die Landarmee ein und wurde 1789 als Abgeordneter des Adels in die Generalstände gewählt.
Ternays wurde am 12. Dezember 1737 in den Orden des Heiligen Johannes von Jerusalem aufgenommen und wurde im gleichen Jahr Page des Großmeisters Ramon Despuig. Ein Jahr später verließ er den Orden, um am 30. Oktober 1738 in die königliche Marine einzutreten und sich einer Kompanie der Gardemarin im Departement Toulon anzuschließen. Er diente in dieser Formation, bis er am 10. Januar 1761 den Rang eines Kapitäns erreichte.

### Siebenjähriger Krieg
Blick auf die Landung in Neufundland durch den Chevalier de Ternay im Jahr 1762.
Nach der Beförderung zum Kapitän übernahm Ternay in Brest das Kommando über die Robuste und übernahm auch das Kommando über die französischen Einheiten, die nach der Seeschlacht in der Bucht von Quiberon in der Bucht von Vilaine (französisch: Blocus de la Vilaine) Zuflucht gefunden hatten.
1762 ernannte ihn der Herzog von Choiseul zum Leiter einer geheimen Expedition, bei der er die Küsten von Neufundland verwüsten, St. John’s erobern und die in der Region stationierte britische Flotte schwächen sollte. Diese verschiedenen Manöver sollten die französische Präsenz in Nordamerika stärken und schließlich ein Jahr später, 1763, den Angriff auf Kanada vorbereiten.
Ternay führte dazu eine Flotte von fünf Schiffen mit 750 Soldaten an Bord, darunter 161 Iren, die in Neufundland rekrutiert wurden. Er brach am 8. Mai 1762 mit zwei Linienschiffen, einer Fregatte und zwei Fleuten von Brest aus auf und erreichte die St. John’s im Juni. Nachdem der Ort von Truppen des Oberst Joseph-Louis d’Haussonville erobert worden war, machte er diesen zu seinem Stützpunkt.

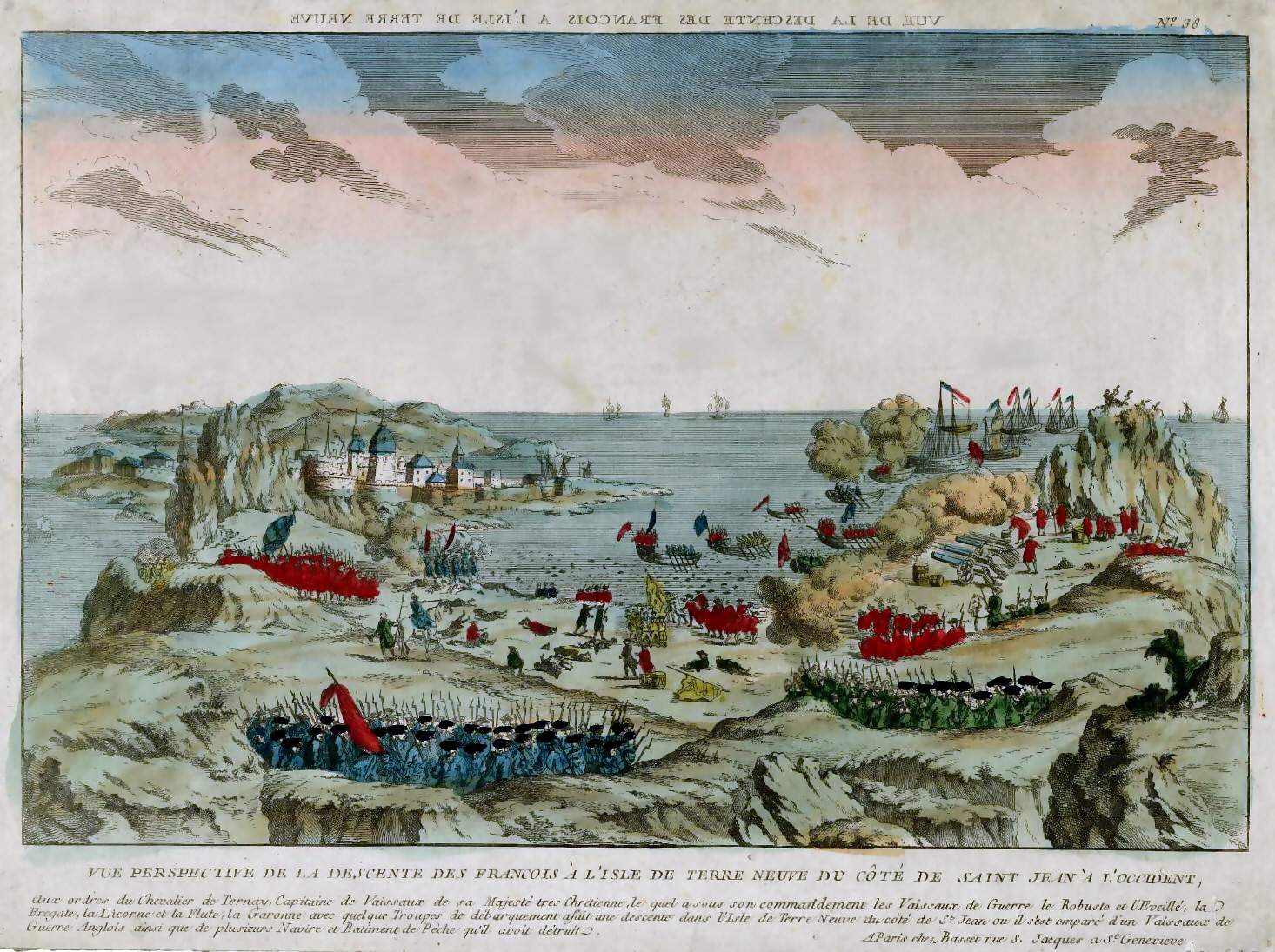
Ansicht der Landung in Neufundland durch Ternay, 1762

In der Folge zerstörten die Franzosen systematisch alle feindlichen Fischereibetriebe und erbeuteten oder versenkten 460 Schiffe aller Größen.
Letztlich musste sich Ternay allerdings nach der Niederlage der französischen Infanterie in der Schlacht von Signal Hill am 15. September 1762 und angesichts einer zahlenmäßig überlegenen britischen Flotte Neufundland verlassen und mit seinen Schiffen nach Europa zurückkehren. Dabei ließ er Haussonville und einen Teil seiner Truppen zurück, die später vor britischen Truppen kapitulieren mussten. Er erreichte Brest erst am 28. Januar 1763, nachdem er sich in den Hafen von La Coruña in Spanien flüchten musste, da er von britischen Einheiten verfolgt wurde. Da er seine Flotte gerettet hatte, wurde Ternay für seinen Rückzug nicht zur Rechenschaft gezogen.

### Gouverneur im Indischen Ozean während des Friedens (1764–1775)
Von 1764 bis 1769 war Ternay weiterhin als Kommandant verschiedener Schiffe. Am 16. August 1771 wurde er Gouverneur der Isle de France und von Bourbon und erreichte am 22. Dezember desselben Jahres den Rang eines Brigadier des armées navales. Im Jahr 1776 wurde er zum Chef d’escadre des armées navales befördert.

### Unabhängigkeitskrieg der Vereinigten Staaten

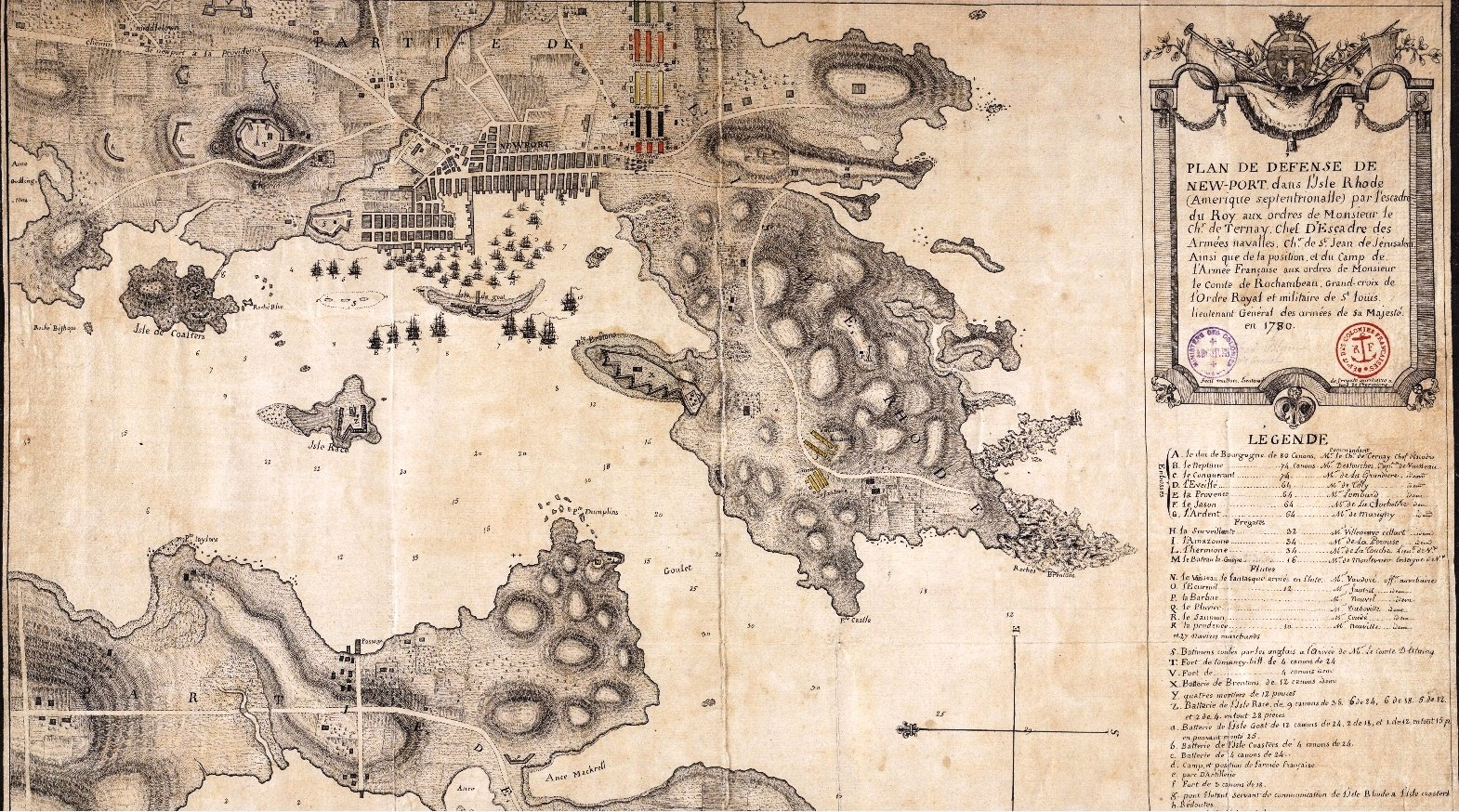
Plan der Stationierung der Truppen von Rochambeau und der Schiffe von Ternay in Newport, 1780.

1779 erhielt Ternay das Kommando über die Saint-Esprit (80 Kanonen) und kehrte nach Europa zurück. Er wurde zu der 66 Schiffe umfassenden französisch-spanischen Flotte kommandiert, die im Sommer 1779 am Eingang des Ärmelkanals stationiert war und vergeblich versuchte, die Royal Navy in Kämpfe zu verwickeln und einen neuen Landungsversuch vorzubereiten. Ternay war unzufrieden, wurde aber La Motte-Picquet vorgezogen, um d’Estaing, der auf Seiten der Kolonisten in Amerika gegen die Briten kämpfte, zu Hilfe zu kommen.
Plan der Stationierung von Rochambeaus Truppen und Ternays Schiffen in Newport im Jahr 1780.
Dazu wurde er mit der Begleitung des Konvois beauftragt, der die Truppen des Grafen de Rochambeau in die Neue Welt transportieren sollte, um dort gegen die britischen Truppen eingesetzt zu werden. Er ging nach Brest und übernahm das Kommando über das Geschwader von rund dreißig Transportern und Begleitschiffen, dass am 2. Mai Brest verließ. Aus Geheimhaltungsgründen wurde den Besatzungen das Ziel der Reise nicht mitgeteilt. Ternay wählte die südliche Route, die weniger riskant war, und vermied in der Folge Gefechte. Nach 69 Tagen erreichten sie die Küste von Rhode Island.
Mit den acht Linienschiffen, zwei Fregatten und acht Bombarden konnte er allerdings nichts ausrichten, um die britische Blockade von Newport aufzuheben. Er gelangte jedoch mit seinen Schiffen in die Stadt, um dort zu überwintern. Im September 1780 nahm er in Hartford als Kommandeur der französischen Seestreitkräfte und in Begleitung des Grafen Rochambeau am ersten Treffen General Washingtons mit seinen neuen Verbündeten teil und kümmerte sich anschließend um die Befestigung der Stadt.
An Bord der Duc de Bourgogne auf der Reede von Newport starb Ternay allerdings im Dezember 1780 an Typhus. Er wurde bis zur Ankunft von Barras de Saint-Laurent im Mai 1781 durch den Chef d’escadre Charles Sochet des Touches ersetzt.

## Freundschaft mit La Pérouse

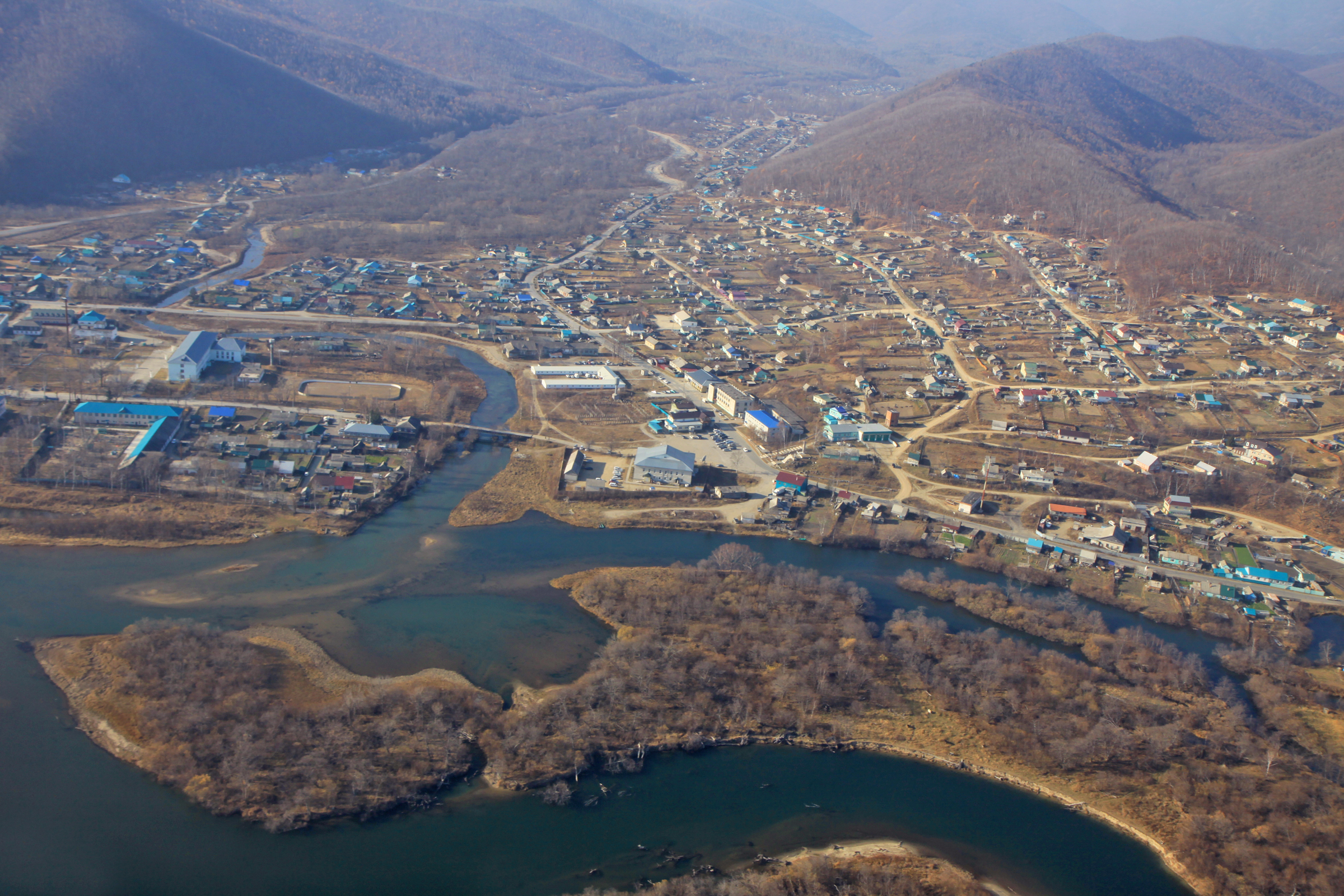
Luftaufnahme von Ternei.

Ternay hatte La Pérouse ausgebildet und wurde sein Vormund und Freund. Gemeinsam führen sie die ihnen anvertrauten Missionen durch und segeln auf allen Weltmeeren. Als La Pérouse vom Tod des Chevalier de Ternay erfuhr, sagte er, dass er ihn wie einen Vater geliebt habe. In Erinnerung an ihre Freundschaft benannte er während seiner Expedition in den Fernen Osten im Sommer 1787 einen Ort, den er an der Küste der Mandschurei etwa 700 km nördlich von Wladiwostok gegenüber der La-Pérouse-Straße entdeckt hatte, nach Ternay. Hundertzwanzig Jahre später, im Jahr 1908, wurde an dem Ort die Stadt Ternei gegründet, die noch heute diesen Namen trägt.